# D言語財団
D言語財団 (英語: D Language Foundation, DLF) は、D言語のために2015年10月16日に発足した非営利団体である。
D言語のコミュニティの育成と、D言語の開発や知的財産権の管理、資金の調達を含むコミュニティ内の様々なプロセスへの関与を目的としている。
D言語に関して大きな影響を与えるプロジェクトに関われるよう学生に奨学金の授与を行っている。
D言語財団は年に一回のD Programming Language Conference (DConf)
などのデベロッパーカンファレンスの企画も行っている。
また、Google Summer of Codeの公式組織でもある
。
2015年にアンドレイ・アレキサンドレスクが最初の寄付を行い、それ以降財団のために活動している。